# Anna Allen
Anna Allen Martín (Salt, Gerona, 28 de junio de 1977) es una actriz de cine, teatro y televisión española.

## Carrera
Hija de padres divorciados, con 3 años se trasladó con su familia de Salt a Sardañola del Vallés, Barcelona (Cataluña).
Comenzó su carrera estudiando interpretación. En Barcelona realizó teatro y algunos trabajos para la televisión catalana, como por ejemplo Cala Reial a las órdenes de Enric Banquer e Iris Tv junto al actor David Janer, producida por Diagonal Producciones con el director Xavier Manich. Ganó cierta notoriedad en 2001, gracias al personaje de Marta Altamira, novia de Toni Alcántara (papel interpretado por el actor Pablo Rivero), que interpreta de forma discontinua hasta el año 2008 y de nuevo desde 2021 en la conocida serie de Televisión Española Cuéntame cómo pasó a lo largo de más de cuarenta y un capítulos.
En 2009 participó durante dos temporadas en la serie Acusados, un thriller de la productora Ida y Vuelta para Telecinco, donde interpretó el papel de la periodista Sonia Nieto, compartiendo protagonismo con los actores Blanca Portillo, José Coronado, Daniel Grao, Silvia Abascal, entre otros. Ese mismo año rodó también para televisión Un burka por amor, adaptación de la novela homónima de la periodista Reyes Monforte, interpretando el papel de Rosi Galera. 
En 2011 se incorporó al elenco de la serie de ficción de Telecinco Homicidios, protagonizada por Eduardo Noriega y Marián Aguilera, interpretando a la periodista Patricia Vega. Rodó también nuevas películas como Codi 60 donde encarnó a Eva Riera, una moza de escuadra que se encargaba de resolver un caso basado en hechos reales, y El ángel de Budapest interpretando el personaje de Adela Quijano. Por último intervino en el Festival de Mérida donde estrenó el montaje teatral Antígona del siglo XXI en el papel de Antígona. En los inicios del verano de 2013 dirigió y escribió la obra de teatro Exit.

### Polémicas
A principios del 2015, a raíz del descubrimiento de unas fotografías manipuladas que la situaban en la edición de los Premios Óscar de ese año, se descubrió que la actriz se había atribuido determinados papeles que en realidad nunca había interpretado. Entre sus falsas interpretaciones figuraban participar en la serie The Big Bang Theory, en White Collar, en una importante producción francesa para la televisión llamada Versailles o en trabajos para la BBC. La polémica empujó a la actriz a una retirada forzosa de su carrera profesional.

### Reaparición
En junio de 2019 la plataforma Netflix estrenó la tercera temporada de la serie Paquita Salas. En esta comedia, que narra las vivencias de una representante de actores, los giros de guion llevan a contar la historia de Clara Valle (Claudia Traisac), una actriz que recurre a la manipulación de su trayectoria y fotografías para acrecentar su fama. Esta trama que ya fue planteada en referencia a la actriz Anna Allen durante la primera temporada de la serie, vuelve con la particularidad de que el papel de "Clara" es interpretado por Susana en una versión de cine dentro de la historia, interpretado a su vez por Anna Allen, en una especie de meta-historia.
En 2020 interpreta el papel de Carmen Albacete en Veneno. En diciembre del mismo año se reincorpora al rodaje de Cuéntame cómo pasó 12 años después, en su 21.ª temporada, interpretando de nuevo el papel de Marta Altamira.
En 2023 decide probar suerte con los realities participando en Traitors España, siendo eliminada a un programa vista de la final.

## Filmografía

### Televisión
| Año         | Título               | Canal               | Personaje           | Notas                  |
| ----------- | -------------------- | ------------------- | ------------------- | ---------------------- |
| 2000        | Laberint d'ombres    | TV3                 | Enfermera           | 1 episodio             |
| 2001 - 2022 | Cuéntame cómo pasó   | La 1                | Marta Altamira      | 68 episodios           |
| 2003        | Iris TV              | TV3                 | Alicia López        | Película de televisión |
| 2003        | Cala Reial           | TV3                 | María               | Película de televisión |
| 2003        | Hospital Central     | Telecinco           | Ana                 | 1 episodio             |
| 2009        | Un burka por amor    | Antena 3            | Rosi                | 2 episodios            |
| 2009 - 2010 | Acusados             | Telecinco           | Sonia Nieto         | 26 episodios           |
| 2010        | La Riera             | TV3                 | Mercè Riera (Joven) | 1 episodio             |
| 2011        | El ángel de Budapest | La 1                | Adela Quijano       | Película de televisión |
| 2011        | Codi 60              | TV3                 | Eva Riera           | Película de televisión |
| 2011        | Homicidios           | Telecinco           | Patricia Vega       | 7 episodios            |
| 2019        | Paquita Salas        | Netflix             | Susana              | 1 episodio             |
| 2020        | Veneno               | Atresplayer Premium | Carmen Albacete     | 1 episodio             |
| 2023        | Traitors España      | HBO Max             | Concursante         | 7 episodios            |
| 2024        | La que se avecina    | Prime Video         | Alejandra           | 1 episodio             |

### Cortometrajes
| Año  | Título                          | Personaje          | Dirección                                 |
| ---- | ------------------------------- | ------------------ | ----------------------------------------- |
| 2001 | El médico rural                 |                    | Leandro Ipiña                             |
| 2004 | Vértices                        | Elena              | Juanan Martínez                           |
| 2008 | Un viaje al paraíso             | Chica en el parque | Juanan Martínez                           |
| 2009 | Dos de dos                      | Eva                | Denise Castro                             |
| 2011 | A los que gritan / Sarah's loud | Sara               | Juanan Martínez                           |
| 2012 | Inertial Love                   | Chica 1            | César Esteban Alenda, José Esteban Alenda |
|      | Norberto                        |                    |                                           |

### Teatro
- Antígona del siglo XXI (2011)
- Faros de color y otros (Ale Massi y Javier Daulte, Teatro El Callejón, Buenos Aires)
- Romeo y Julieta
- Shakespeare is coming (Jofre Martín, Sala La Flèche d\'Or, París)
- Vías paralelas (Jesús Roche, Teatro de L\'exaimple)
- Exit